# James Toseland

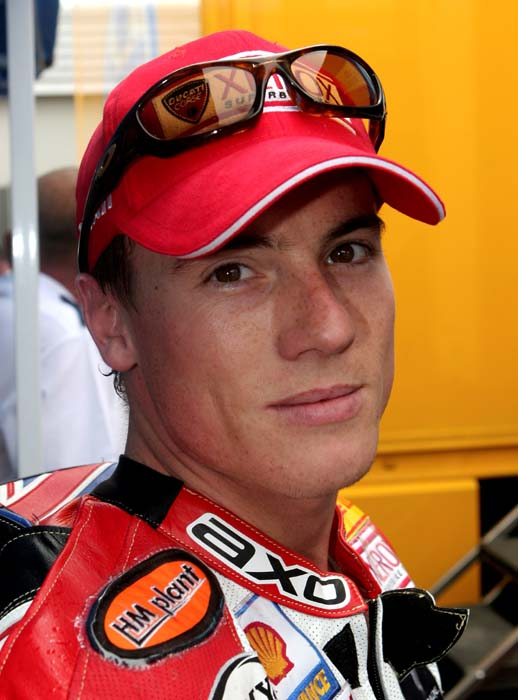
James Toseland (2005)

James Michael Toseland (* 5. Oktober 1980 in Kiveton Park, Sheffield) ist ein ehemaliger britischer Motorradrennfahrer.

## Karriere
James Toseland kam als 17-Jähriger 1998 in die Supersport-Weltserie als Teamkollege von Michaël Paquay ins offizielle Castrol-Honda-Werksteam. Beim zweiten Saisonrennen im italienischen Monza wurde das Team von einem schweren Schicksalsschlag heimgesucht. Zuerst brach sich Toseland im ersten freien Training einen Fuß und im zweiten freien Training am Samstag verunfallte Paquay tödlich.
Von 2001 bis 2007 startete Toseland zuerst auf Ducati und später auf Honda in der Superbike-Weltmeisterschaft. 2004 konnte er im Ducati-Werksteam seinen ersten WM-Titel gewinnen, 2007 folgte im niederländischen Team Hannspree Ten Kate Honda sein zweiter Titel. Mit ersterem Titel wurde er im Alter von 23 Jahren und 364 Tagen jüngster Superbike-Weltmeister der Geschichte.
In den Saisons 2008 und 2009 startete Toseland für das Yamaha-Tech-3-Team in der MotoGP-Klasse der Motorrad-Weltmeisterschaft.
Zur Saison 2010 wechselte Toseland zurück in die Superbike-WM und trat für das Sterilgarda-Yamaha-Team an, wo er Ben Spies ersetzte. Im Oktober 2010 verkündete Toseland, dass er in der 2011 an der Seite von Ayrton Badovini im werksunterstützten Team BMW Motorrad Italia in der Superbike-WM antreten würde. Bei einem schweren Sturz bei Testfahrten im Motorland Aragón brach sich Toseland im März 2011 das rechte Handgelenk. Aufgrund bleibenden Schäden von diesem Sturz beendete er im September 2011 seine aktive Karriere als Motorradrennfahrer.

## Persönliches
Toseland gilt als begabter Pianist und ist Sänger einer Band namens Toseland, in der der Bruder der georgisch-britischen Sängerin Katie Melua Gitarre spielt. Am 1. September 2012 heiratete er Katie Melua in London. Im Oktober 2020 wurde die Trennung des Paares bekannt.

## Ergebnisse

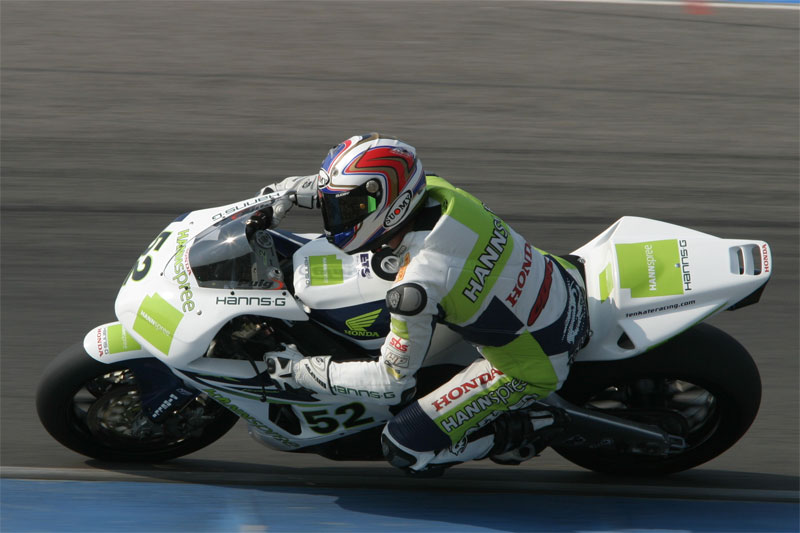
Toseland auf Honda CBR 1000 RR in Assen (2007)

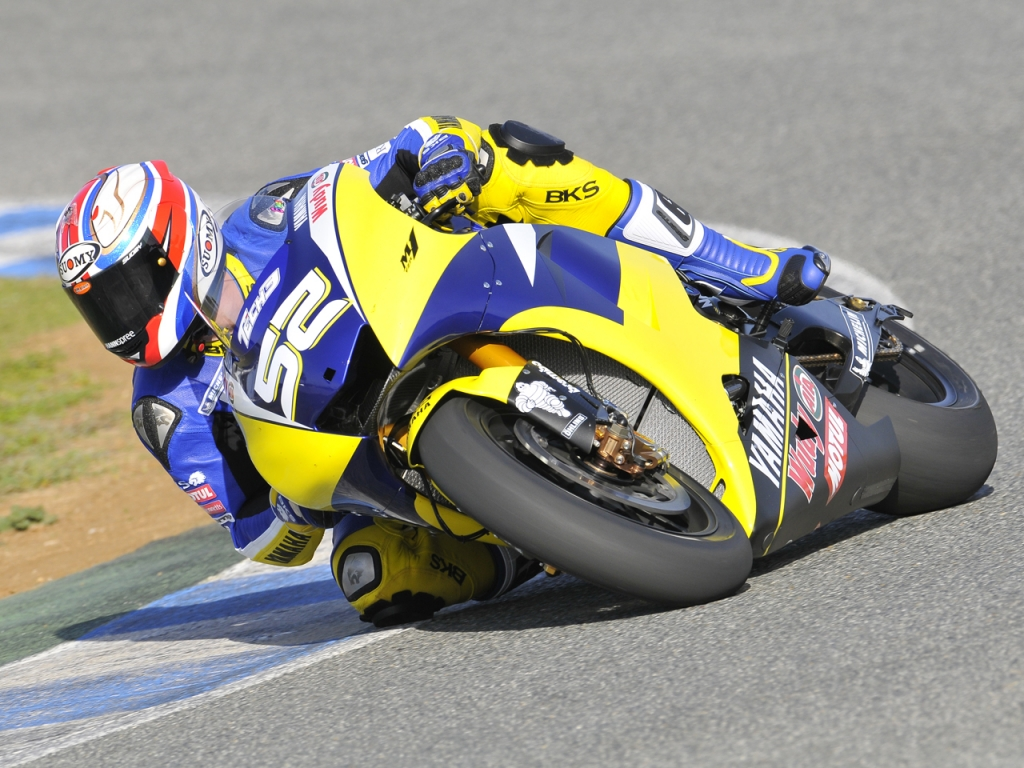
Toseland auf Yamaha YZR-M1 (2008)

- 1995: Junior Road Race Championship, Meister
- 1996: Superteen Championship, 11. Platz
- 1997: British Supersport Championship, 3. Platz
- 1997: British Honda CB 500-Cup, Meister
- 1998 – Supersport-Weltserie, Castrol Honda, 19. Platz, 18 Punkte
- 1999 – Supersport-WM, Castrol Honda, 11. Platz, 59 Punkte
- 2000: British Superbike Championship, Vimto-Honda, 12. Platz
- 2001: Superbike-WM, GSE Racing, 13. Platz, 91 Punkte
- 2002: Superbike-WM, HM Plant Ducati, 7. Platz, 195 Punkte (1 Podium)
- 2003: Superbike-WM, HM Plant Ducati, 3. Platz, 271 Punkte (1 Sieg, 9 Podien, 1 Pole-Position)
- 2004: Superbike-WM, Ducati Fila, Weltmeister, 336 Punkte (3 Siege, 14 Podien)
- 2005: Superbike-WM, Ducati Xerox, 4. Platz, 254 Punkte (1 Sieg, 7 Podien)
- 2006: Superbike-WM, Winston Ten Kate Honda, 2. Platz, 336 Punkte (3 Siege, 12 Podien, 1 Pole-Position, 1 Schnellste Rennrunde)
- 2007: Superbike-WM, Hannspree Ten Kate Honda, Weltmeister, 415 Punkte (8 Siege, 14 Podien, 2 Pole-Positions, 1 schnellste Rennrunde)
- 2008: MotoGP-Klasse, Yamaha Tech 3, 11. Platz, 105 Punkte
- 2009: MotoGP-Klasse, Monster Yamaha Tech 3, 14. Platz, 92 Punkte
- 2010: Superbike-WM, Yamaha Sterilgarda Team, 9. Platz, 187 Punkte (4 Podien)
- 2011: Superbike-WM, BMW Motorrad Italia, 22. Platz, 14 Punkte